# Nokesville
Nokesville é uma Região censo-designada localizada no estado norte-americano de Virginia, no Condado de Prince William.

## Demografia
Segundo o censo norte-americano de 2000, a sua população era de 1236 habitantes.

## Geografia
De acordo com o United States Census Bureau tem uma área de
24,5 km², dos quais 24,5 km² cobertos por terra e 0,0 km² cobertos por água. Nokesville localiza-se a aproximadamente 55 m acima do nível do mar.

## Localidades na vizinhança
O diagrama seguinte representa as localidades num raio de 12 km ao redor de Nokesville.